# Gorgonocephalus arcticus
Gorgonocephalus arcticus is een slangster uit de familie Gorgonocephalidae. De wetenschappelijke naam van de soort werd in 1819 gepubliceerd door William Elford Leach.